# 穆罕默德·纳德里
穆罕默德·纳德里（波斯語：محمد نادری，1996年10月5日—），是一名伊朗职业足球运动员，司职后卫。现在效力于土耳其足球甲级联赛俱乐部阿勒泰，也代表伊朗國家男子足球隊。

## 荣誉

### 俱乐部
大不里士拖拉机
- 哈斯菲盃亚军：2016–17

柏斯波利斯
- 伊朗職業足球聯賽冠军：2018–19、2019–20
- 哈斯菲盃冠军：2018–19
- 伊朗超級盃冠军：2019

德黑兰独立
- 哈斯菲盃亚军：2020–21